# Azizabad-luftangrebet
Azizabad-luftangrebet fandt sted fredag den 22. august 2008 i landsbyen Azizabad, som er beliggende i Shindand-distriktet i Herat-provinsen i Afghanistan. 90 civile – 60 børn og 30 voksne blev dræbt under angrebet, og en række strukturer i landsbyen, herunder hjem, blev beskadigede eller ødelagt. En Taliban-krigsherre var det planlagte mål for luftangrebet.

## Opsummering af begivenheder
Afghanske og koalitions-styrker var i gang med en operation i området i jagten på en Talibanleder ved navn Mullah Siddiq. Da efterretninger indikerede, at Siddiq var i landsbyen, besluttede koalitionsstyrkernes leder at iværksætte et angreb på Azizabad ved at tilkalde flyet. En stor forsamling af civile havde denne dag sat hinanden stævne i Azizabad for at mindes en nylig afdød lokal leder. 90 mennesker blev dræbt og mange hjem ødelagt, ifølge vidner, en rapport udfærdiget af den afghanske regering, og bekræftet af United Nations Assistance Mission in Afghanistan (UNAMA), ledet af nordmanden Kai Eide. Angrebet blev udført af et amerikansk AC-130 ildstøttefly.

## Reaktion

### Azizabad-beboere
Dagen efter angrebet, lørdag den 23. august 2008, organiserede landsbyboerne en demonstration vendt mod de afghanske tropper, som var blevet udstationeret i Azizabad for at uddele mad og andre fornødenheder. Adskillige mennesker blev såret under en konfrontation mellem beboere og soldater.

## Angrebet truer med at drive en kile ind mellem allierede
Den afghanske regering er opsat på at indføre nye begrænsninger i brugen af luftangreb i flæng, som i stedet for at vinde hearts and minds, risikerer at tabe dem på gulvet.